# BMW M67
Der M67 ist ein turbogeladener Dieselmotor mit acht Zylindern in V-Anordnung von BMW, der von 1999 bis 2008 produziert wurde. Entwickelt wurde der Motor in Steyr, produziert wurde er zunächst in München.

## Technik
Der Motor ist ein wassergekühlter Achtzylinder-V-Motor mit einem Zylinderbankwinkel von 90°. Das Material des Kurbelgehäuses ist Grauguss mit Vermikulargraphit. Er hat gecrackte Stahlpleuel und Kurbelwellenlagerstühle, zwei Turbolader mit VTG-Steuerung und zwei Ladeluftkühler. Die Kurbelwelle ist fünffach gelagert. Die Gemischaufbereitung erfolgt mittels Common-Rail-Einspritzung. Die vier Ventile je Zylinder werden über zwei kettengetriebene obenliegende Nockenwellen betätigt. Die Motorsteuerung wird von einem DDE-4.1-Steuergerät übernommen.

## Technische Daten
| Motortyp | Bohrung × Hub, Hubraum | Verdichtungsverhältnis | Leistung bei 1/min       | Drehmoment bei 1/min | Bauzeitraum | Masse  | Abgasnorm | Stückzahl |
| -------- | ---------------------- | ---------------------- | ------------------------ | -------------------- | ----------- | ------ | --------- | --------- |
| M67D39   | 84 × 88 mm 3901 cm3    | 18:1                   | 175 kW (238 PS) bei 4000 | 560 Nm bei 2000      | 1999        |        |           | 3.452     |
| M67D39   | 84 × 88 mm 3901 cm3    | 18:1                   | 180 kW (245 PS) bei 4000 | 560 Nm bei 1750–2500 | 2000–2001   | 280 kg | Euro-3    | 3.452     |
| M67D39TÜ | 84 × 88 mm 3901 cm3    | 18:1                   | 190 kW (258 PS) bei 4000 | 600 Nm bei 1900–2500 | 2002        |        |           | 3.452     |
| M67D44   | 87 × 93 mm 4423 cm3    | 17:1                   | 220 kW (299 PS) bei 4000 | 700 Nm bei 1750–2500 | 2005        |        |           |           |
| M67D44   | 87 × 93 mm 4423 cm3    | 17:1                   | 242 kW (329 PS) bei 3800 | 750 Nm bei 1900–2500 | 2006        |        |           |           |

## Verwendung
M67D39
- 1999–2001 im E38, 740d
- 2004 in der Siemens Combino Duo[6][7]

M67D39TÜ
- 2002–2005 im E65, 740d

M67D44
- 2005–2008 im E65, 745d